# Obelisco de Luxor

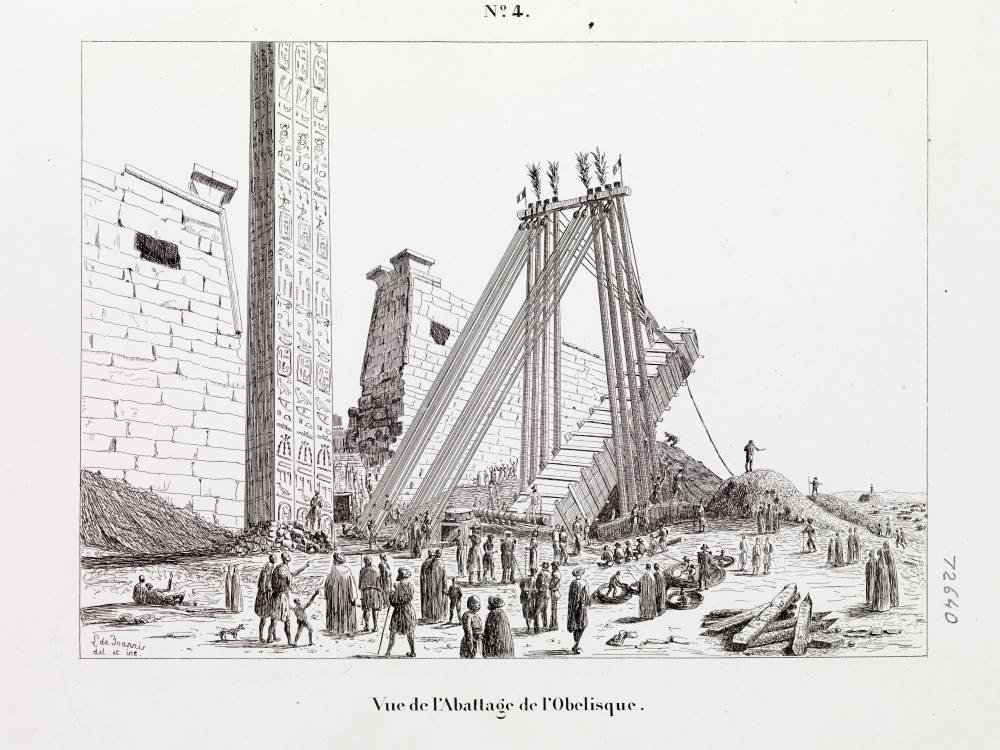
Vista de la retirada del obelisco durante la campaña de Luxor (1835). Grabado, Museo Nacional de la Marina.

El Obelisco de Luxor (en francés: obélisque de Louxor) es un obelisco proveniente del Templo de Luxor de la antigua Tebas (Egipto), colocado desde 1836 en el centro de la plaza de la Concordia de París (Francia). El Obelisco de Luxor fue catalogado como monumento histórico de Francia en 1937.

## Historia

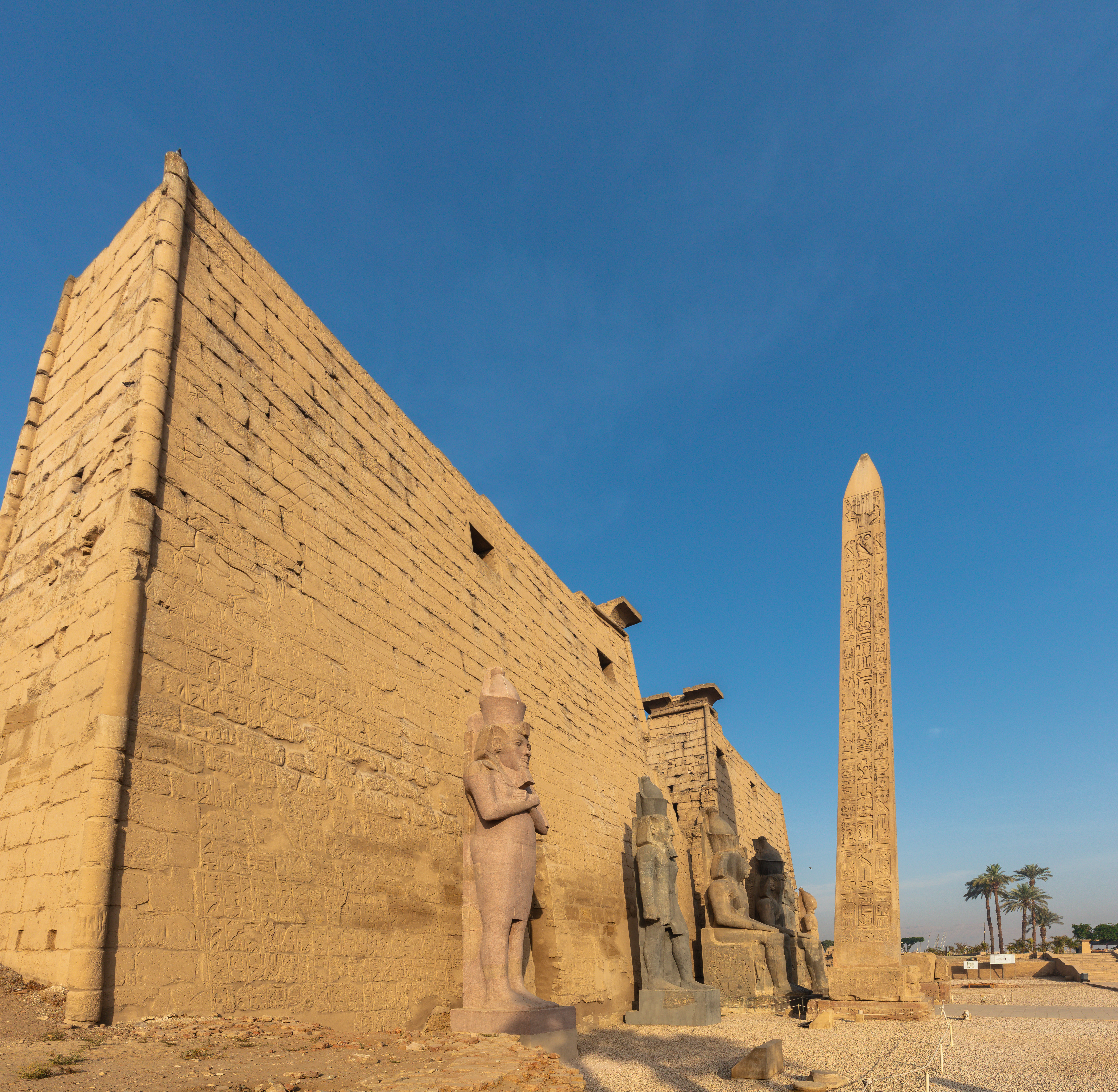
La entrada del Templo de Luxor; en primer plano, el «vacío» creado por el obelisco que fue trasladado a París.

Fue Mehmet Alí, virrey de Egipto, quien, en signo de buena voluntad y con la conformidad del barón Taylor y de Jean-François Champollion, ofreció a Carlos X y a Francia a principios de 1830 los dos obeliscos erigidos delante del Templo de Luxor, aunque solo el de la derecha (mirando hacia el templo) fue retirado y transportado hacia Francia. El segundo obelisco, que permaneció en su lugar, fue devuelto oficialmente a Egipto por el presidente François Mitterrand durante su primer mandato.
A cambio de los obeliscos, en 1845 Luis Felipe I regaló a Egipto un reloj de cobre que sigue decorando en la actualidad la ciudadela de El Cairo, pero que nunca ha funcionado, probablemente debido a que fue dañado durante la entrega.

## El traslado de Luxor a París

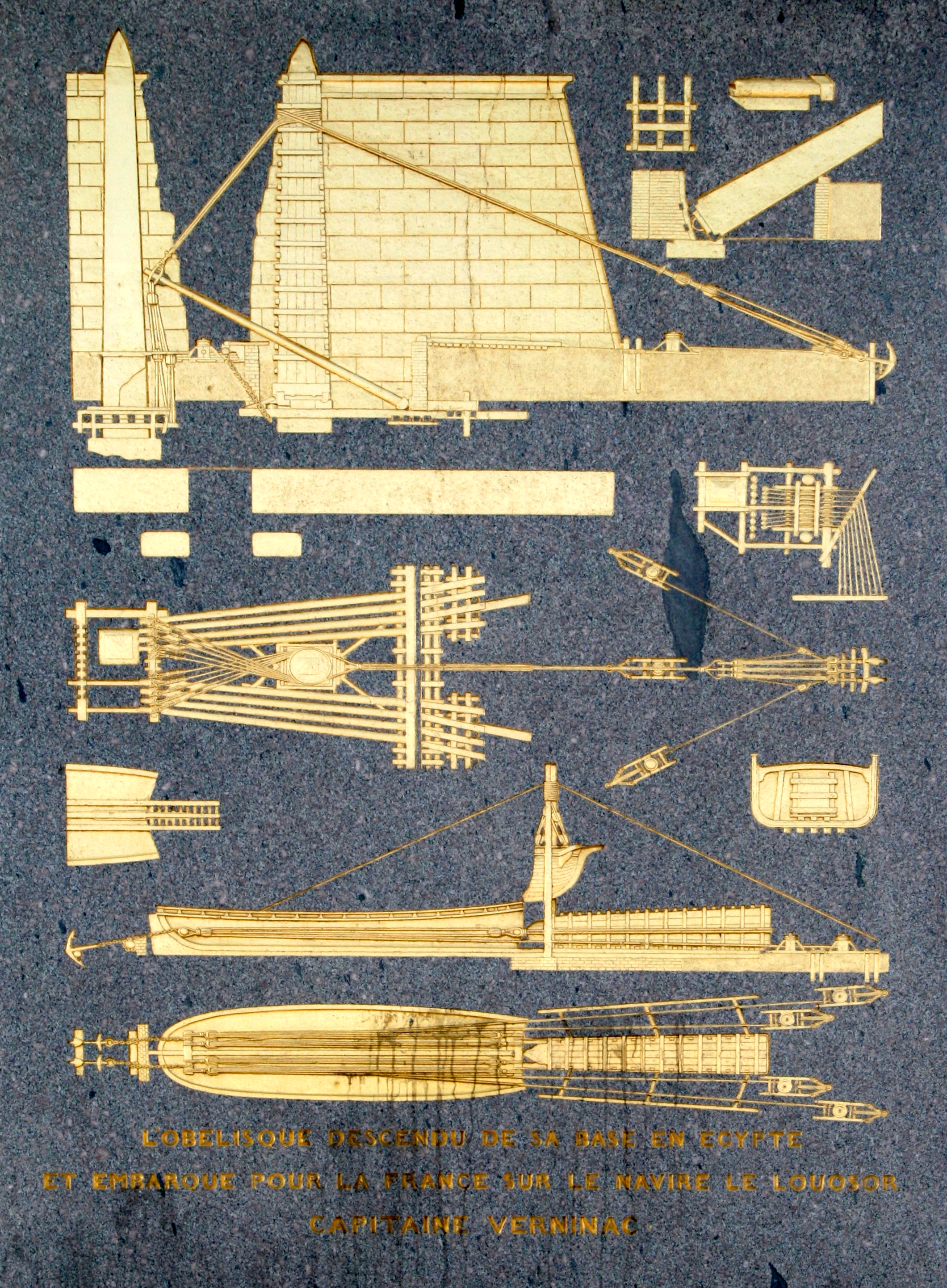
El obelisco descendido de su base en Egipto y embarcado hacia Francia.

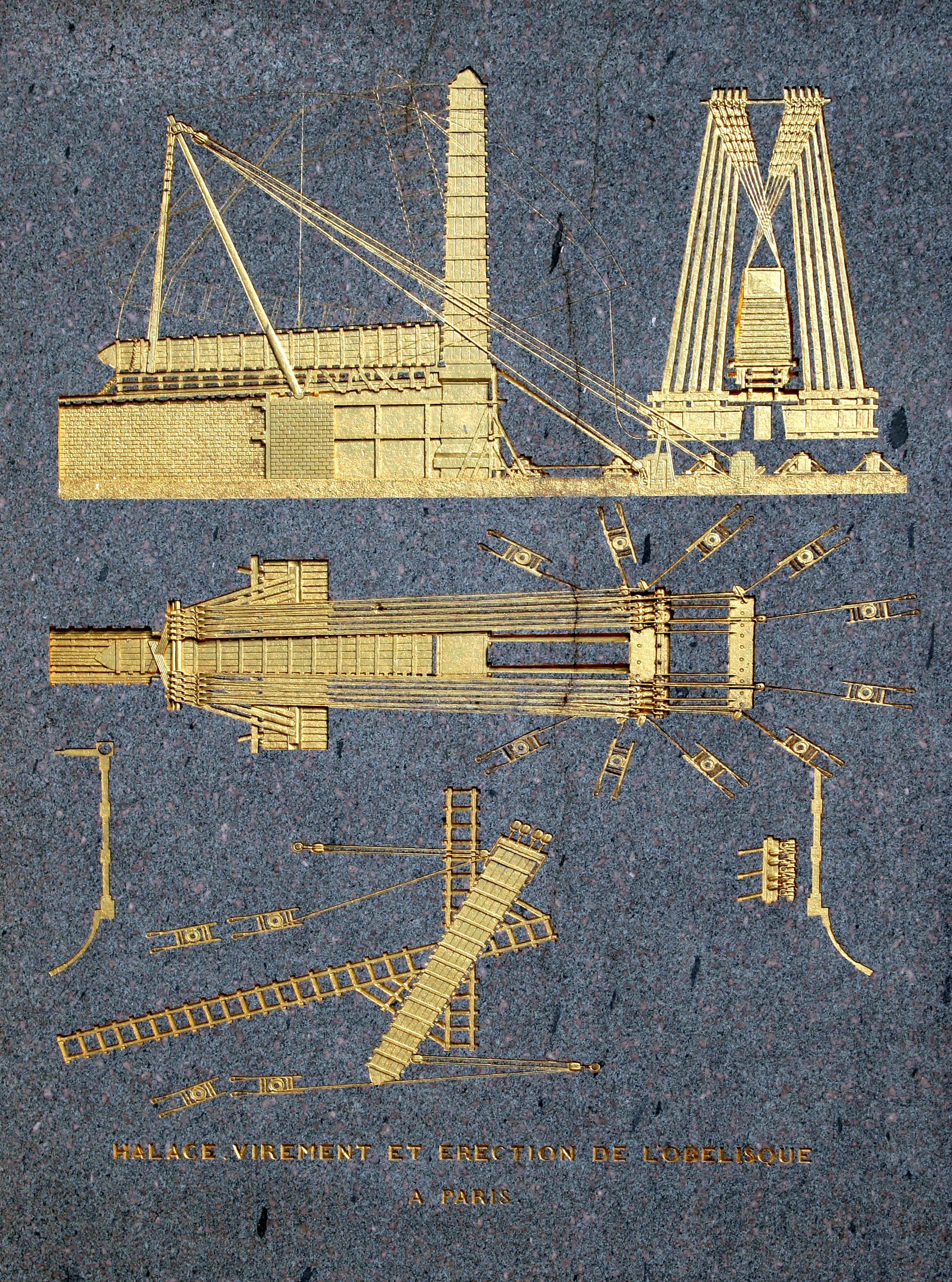
El transporte y la colocación del obelisco en París.

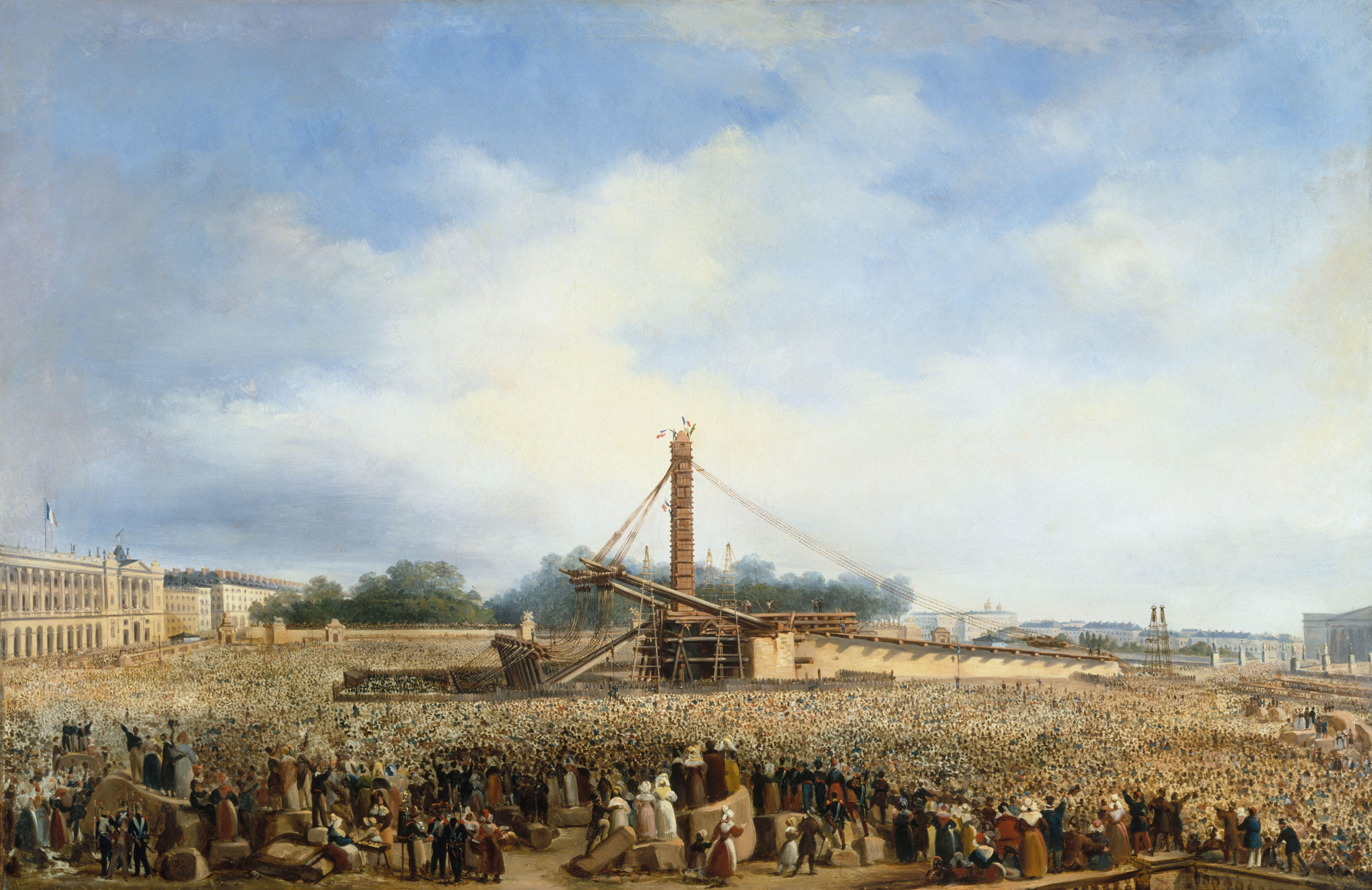
Colocación del Obelisco de Luxor en la Place de la Concorde, el 25 de octubre de 1836, por François Dubois.

Los planes para la retirada del obelisco fueron elaborados por Armand Florimond Mimerel, ingeniero de la Marina Nacional francesa. La revolución de 1830 lo puso todo en cuestión, pero Mehmet Alí confirmó su regalo en noviembre de 1830. El rey le encargó a Champollion que escogiera cuál sería el primero de los dos obeliscos que se transportaría hacia Francia. Champollion escogió «el occidental, el de la derecha entrando al palacio. Su piramidión ha sufrido un poco, es cierto, pero el cuerpo entero de este obelisco está intacto, y con una conservación admirable, mientras que el obelisco de la izquierda, como pude comprobar mediante excavaciones, ha experimentado una gran fractura cerca de la base».
Una embarcación construida especialmente a tal efecto, el Louxor, encargado por Raymond de Verninac Saint-Maur, zarpó de Tolón en abril de 1831 y remontó el Nilo en agosto. Se trataba de una barcaza con fondo plano, de un solo uso y de una construcción inusual (tenía cinco quillas y una proa desmontable), cuyas dimensiones habían sido determinadas teniendo en cuenta los puentes sobre el Sena. Después de que se hubiera aproximado lo máximo posible al obelisco gracias a la excavación de un canal por trescientos fellahs, el monolito se embarcó en la nave el 19 de diciembre. Ocho meses transcurrieron hasta que el Nilo, en crecida, permitió que el barco flotara el 18 de agosto. La barcaza dejó Tebas el 25 de agosto de 1832, y el 2 de octubre llegó a Rosetta, en la desembocadura del Nilo, donde fue bloqueada por bancos de arena. El 1 de enero de 1833, el Louxor cruzó la barra del Nilo gracias a los vientos locales, que desplazaron la arena, y el día siguiente llegó a Alejandría. La tripulación tuvo que esperar al fin de las tormentas de invierno para dejar el puerto el 1 de abril de 1833 con su precioso cargamento. La barcaza fue remolcada por la corbeta a vapor y velas Sphinx a lo largo del trayecto Alejandría-Ruán. Tras alcanzar Tolón en la noche del 10 al 11 de mayo de 1833, llegó a París el 23 de diciembre tras haber rodeado la península ibérica y remontado el Sena desde Ruán, después de haber hecho escala en Cherburgo. A continuación, fue depositado acostado sobre el muelle al inicio del Cours-la-Reine.
Luis Felipe I decidió erigirlo en el centro de la Plaza de la Concordia, donde sustituyó a un monumento en honor a Luis XVI, decapitado en ese mismo lugar tras la Revolución francesa. La primera piedra de este monumento, que incluía una estatua ecuestre del rey realizada por Jean-Pierre Cortot, había sido colocada por Carlos X el 3 de mayo de 1826, pero la estatua fue destruida en 1830. La elección de un monumento totalmente ajeno a la historia nacional pretendía evitar disputas de memoria histórica e intentos de apropiación de este lugar simbólico de la Revolución francesa por parte de cualquier facción.
El obelisco fue erigido con gran pompa el 25 de octubre de 1836 por el ingeniero Apollinaire Lebas con la ayuda de máquinas elevadoras y gigantescos cabrestantes. Luis Felipe I, en la que sería su primera gran salida pública desde el atentado de Alibaud del 25 de junio de 1836, no quiso asumir el riesgo de quedar en ridículo en caso de fracaso de la operación. Por eso se instaló discretamente, junto con la familia real, en las ventanas del Hôtel de la Marine. En el momento preciso en el que el obelisco se erigió sobre su pedestal, el rey y su familia aparecieron en el balcón en una puesta en escena perfectamente planificada y recibiendo la ovación de la considerable multitud que se había reunido para presenciar la operación. El alto pedestal del obelisco describe los métodos que permitieron su transporte y colocación.

## Descripción y uso actual
El obelisco, que data del siglo XIII a. C., mide 23 metros de altura y pesa 222 toneladas, a las cuales hay que añadir las 240 toneladas del pedestal. El monumento está hecho de granito rosa proveniente de Asuán. En esas mismas canteras, se encontró un obelisco inacabado que atrajo la atención de los arqueólogos.

### Base

#### Base cuadrada original
Originalmente, al igual que su alter ego de Luxor, el obelisco reposaba sobre una base cuadrada decorada con dieciséis babuinos erguidos sobre sus patas traseras, cuyos genitales son claramente visibles. Un fragmento de esta base fue trasladado a Francia junto con el obelisco, pero para no causar escándalo a la puritana sociedad francesa del siglo xix no fue instalado en la Place de la Concorde, y actualmente se puede contemplar en la sección de antigüedades egipcias del Museo del Louvre.

#### Base actual
El actual pedestal del obelisco está realizado con cinco bloques de granito rosa procedentes de las canteras de Aber-Ildut, en Bretaña. Fue diseñado en el marco de la remodelación general de la Place de la Concorde realizada por Jacques Ignace Hittorff. Dos de sus caras muestran la retirada, transporte y colocación del obelisco, y las otras dos tienen una inscripción que recuerda el patrocinio del proyecto por Luis Felipe I y el compromiso de Francia con Egipto desde la época de Napoleón.

### Jeroglíficos
Entre los jeroglíficos que decoran todas las caras del obelisco, no podemos olvidar el cartucho de Ramsés II, en el que el rey hace una ofrenda al dios Amón-Ra. En 1868 un egiptólogo francés, François Chabas, propuso una traducción de las columnas de jeroglíficos.

### Piramidión
La cima del obelisco está coronada por un piramidión brillante y puntiagudo de 3.60 m de altura revestido de bronce, de un color similar al del electro usado en el antiguo Egipto. Este revestimiento fue instalado en mayo de 1998 gracias a la aportación financiera de la Fundación Bergé-Saint Laurent. Tras algunas vacilaciones, por insistencia de la egiptóloga Christiane Desroches Noblecourt, la idea era sustituir a un ornamento precedente colocado en la cima, que se perdió en el siglo vi, durante las invasiones en Egipto.
Según Étienne Poncelet, arquitecto jefe de los monumentos antiguos de París, la cima del obelisco se deterioró gravemente cuando el obelisco estuvo almacenado durante varios meses en las bodegas de un barco en el Sena. Habla también de un acabado en electro de los piramidiones en la época antigua, a modo de pararrayos. En palabras de Poncelet: «Hice instalar bajo el piramidión, debajo de la tapa, un conjunto del que no os puedo hablar, y que es una especie de secreto de la cima de este obelisco, en el que se dan todas las cualidades simbólicas de todo lo que sucede alrededor de París».
La cima del piramidión instalado en 1998 no era perfectamente puntiagudo y se vio lastimado con el paso del tiempo por los pájaros. En el marco de una nueva campaña de restauración iniciada en el 2022, el obelisco cuenta desde el 20 de junio de 2023 con una punta complementaria de acero perfectamente puntiaguda, cubierta con hoja de oro. Fue realizada por les Ateliers d'art Saint-Jacques y la Fonderie de Coubertin, bajo la supervisión de la Secretaría de la Cultura (Ministère de la Culture).

### Reloj de sol
El obelisco también sirve de gnomon de un reloj de sol cuyas líneas y números romanos fueron trazados en el suelo mediante incrustaciones de metal en el revestimiento del centro de la plaza.

### En la cultura
El Museo Nacional de la Marina, situado en el Trocadero (distrito XVI), organizó una exposición llamada Le voyage de l'obélisque («El viaje del obelisco») desde el 12 de febrero hasta el 6 de julio de 2014.